# Zalameggyes
Zalameggyes ist eine ungarische Gemeinde im Kreis Sümeg im Komitat Veszprém.

## Geografische Lage
Zalameggyes liegt 52,5 Kilometer westlich des Komitatssitzes Veszprém und 12 Kilometer nordwestlich der Kreisstadt Sümeg am rechten Ufer des Flusses Marcal. Nachbargemeinden sind Zalaszegvár, Hosztót, Rigács und Nemeskeresztúr.

## Geschichte
Der Name des Ortes geht zurück auf eine Familie Meggyesi, der im 14. Jahrhundert Siedlung und Land gehörte. Ab dem 15. Jahrhundert war der Ort im Besitz von Gemeinadligen und ab dem 16. Jahrhundert wird er in Dokumenten als Kurialdorf bezeichnet. Nach Angaben einer Volkszählung im Jahr 1770 betrieben die Einwohner Ackerbau und Viehzucht und es gab drei Hirten, zwei Weber und zwei Gastwirte im Ort. Die häufigen Überschwemmungen des Flusses Marcal und der hohe Grundwasserpegel erschwerten die Landwirtschaft. Im Jahr 1913 gab es in der damaligen Kleingemeinde 38 Häuser und 194 Einwohner auf einer Fläche von 322 Katastraljochen. Sie gehörte zu dieser Zeit zum Bezirk Sümeg im Komitat Zala. Nach dem Zweiten Weltkrieg wurde 1959 eine Erzeugergenossenschaft gegründet, die 1961 mit der von Rigács und später mit der von Gógánfa fusionierte.

## Sehenswürdigkeiten
- Evangelische Kirche, erbaut 1939
- Römisch-katholische Kirche Szent István király, erbaut 1938
- Weltkriegsdenkmal

## Verkehr
Durch Zalameggyes verläuft die Nebenstraße Nr. 73171. Es bestehen Busverbindungen über Rigács nach Megyer. Der nächstgelegene Bahnhof befindet sich vier Kilometer südwestlich in Rigács.